# Åbo IFK
Idrottsföreningen Kamraterna i Åbo (schwedisch, deutsch „Sportskameradschaft Åbo“) oder Åbo IFK (ÅIFK) ist ein finnlandschwedischer Sportverein aus Åbo (finnisch Turku). Motto des Vereins ist En gång kamrat, alltid kamrat („Einmal Kamerad, immer Kamerad“). Der Verein betreibt aktiv die Sportarten Bowling, Handball, Fußball und Leichtathletik. 

## Geschichte
Der Verein wurde 1908 als Mitgliedsverein von Idrottsföreningen Kamraterna gegründet. In der Anfangszeit des finnischen Fußballs zählte ÅIFK zu den bedeutendsten Vereinen des Landes und gewann bis 1924 bei insgesamt acht Finalteilnahmen drei finnische Meisterschaften.
Als 1930 mit der Mästerskapsserien (finnisch Mestaruussarja „Meisterschaftsliga“), heute Tipsligan (finnisch Veikkausliiga), in Finnland eine nationale erste Liga eingerichtet wurde, war ÅIFK Gründungsmitglied, stieg aber bereits nach dem ersten Jahr ab. Nach dem umgehenden Wiederaufstieg spielte der Verein zwischen 1932 und 1935 eine weitere Saison erstklassig.
In den 1960er Jahren erlebte ÅIFK eine Blütezeit und war zwischen 1963 und 1965 sowie 1967 erneut erstklassig. 1965 gewann der Verein zudem, zum bislang einzigen Mal, den seit 1955 ausgetragenen Finnischen Pokal, als er den Ortsrivalen TPS im Finale mit 1:0 besiegte. Dies gestattete dem Verein die bislang einzige Teilnahme an einem europäischen Vereinswettbewerb. Im Europapokal der Pokalsieger 1966/67 schied ÅIFK aber bereits in der ersten Runde gegen Servette Genf aus.
In den 1990er Jahren fungierte die Fußballmannschaft von ÅIFK kurzfristig als Reservemannschaft von TPS. Nachdem ÅIFK zuletzt im Jahr 2000 zweitklassig war, fluktuiert der Verein seither zwischen der dritten und vierten Liga.

## 1. Fußballmannschaft

### Stadion
ÅIFK spielt aktuell auf dem Platz Idrottsparken (finnisch Yläkenttä), unweit vom Paavo-Nurmi-Stadion.
Der Zuschauerrekord für ein Heimspiel von ÅIFK datiert aus dem Jahr 1967, als 5.861 Zuschauer das Spiel gegen den Lokalrivalen TPS verfolgten. Damals spielte man jedoch im Stadion von Kuppis, heute Veritas-Stadion.

### Europapokalbilanz
| Saison  | Wettbewerb                  | Runde    | Gegner        | Gesamt | Hin     | Rück    |
| ------- | --------------------------- | -------- | ------------- | ------ | ------- | ------- |
| 1966/67 | Europapokal der Pokalsieger | 1. Runde | Servette Genf | 2:3    | 1:1 (A) | 1:2 (H) |

Gesamtbilanz: 2 Spiele, 1 Unentschieden, 1 Niederlage, 2:3 Tore (Tordifferenz −1)

### Erfolge
- Finnischer Meister:
  - 1910 im Finale gegen Lahden Reipas 4:2
  - 1920 im Finale gegen HPS Helsinki 2:1
  - 1924 im Finale gegen HPS Helsinki 4:3
- Finnischer Pokalsieger:
  - 1965 im Finale gegen Turun Palloseura 1:0

### Trainer
- Mika Laurikainen (1996–2000)

## 1. Handballmannschaft
Die Handballmannschaft ist mittlerweile zum Aushängeschild von ÅIFK  geworden. Die Herren- und Frauenmannschaften gehören zu den besten Finnlands und spielen in der ersten Liga.

## Weitere Sportarten
Dieser Tage betreibt der Verein noch Leichtathletik und Bowling. Die aufgelöste Eishockeyabteilung war einst Mitglied der ersten finnischen Liga.